# Саидат аль-Неджат (собор)

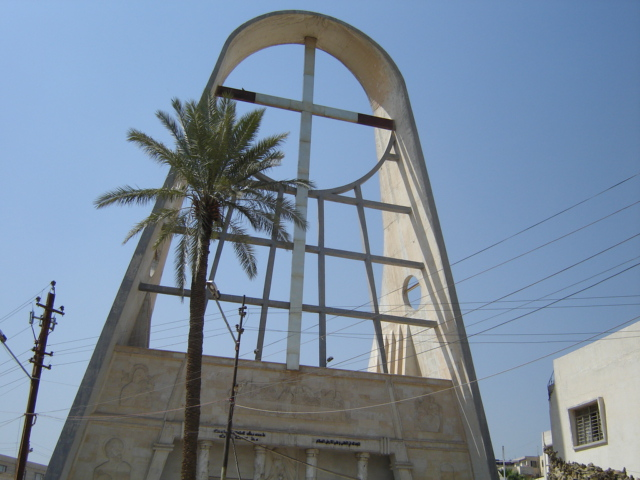
Собор Пресвятой Девы Марии Заступницы архиепархии Багдада Сирийской католической церкви, Багдад, Ирак

 Саидат аль-Неджат  (араб. كاتدرائية سيدة النجاة‎) — арабское название собора Пресвятой Девы Марии Заступницы архиепархии Багдада Сирийской католической церкви в Ираке. Церковь находится в районе Каррада и является одним из самых больших храмов в Багдаде.

## История
Церковь известна тем, что 31 октября 2010 года была захвачена террористической мусульманской группой «Исламское государство Ирак», которая взяла в заложники около ста прихожан. В результате штурма храма вооруженными силами Ирака погибли 58 человек.